# Nia Roberts
Nia Roberts (* 5. července 1972) je velšská herečka, manželka režiséra Marca Evanse. Narodila se do herecké rodiny ve městě Brecon a jejím prvním jazykem byla velština. Později studovala herectví na Birminghamské univerzitě. V roce 1999 hrála po bohu Ioana Gruffudda ve velšskojazyčném snímku Šelomon a Gaenor. Později hrála v mnoha dalších filmech, včetně snímku Patagonie, jehož režisérem byl její manžel. Rovněž hrála v televizních seriálech, jako například Y Gwyll.